# Axum
Axum, talvolta scritta più correttamente Aksum, è una città dell'Etiopia che sorge nella Regione dei Tigrè, nella parte settentrionale dell'Etiopia. Si estende alle falde meridionali di un vasto altipiano, 17 km a ovest di Adua.
Principale centro dell'Etiopia cristiana, fu la capitale del regno di Axum, fiorente nel periodo intorno alla nascita di Cristo e che declinò a partire dal VII secolo in seguito alle incursioni dei Begia e a causa del predominio islamico sul Mar Rosso.
Il 75% della popolazione è composto da etiopici di religione cristiano-ortodossa. La rimanente parte è suddivisa tra musulmani sunniti e cristiani P'ent'ay. Per il loro valore storico, le rovine archeologiche presenti sono state incluse nel 1980 dall'UNESCO nella lista dei Patrimoni dell'umanità.

## Regno di Axum e cristianità ortodossa
Racconti semi-leggendari attribuiscono la distruzione di Axum a una mitica regina, Gudit, nel X secolo. Il potere fu esercitato per qualche decennio dalla dinastia Zaguè. Verso la fine del XII secolo più a sud sorse l'Impero d'Etiopia, che soppiantò definitivamente il regno di Axum.

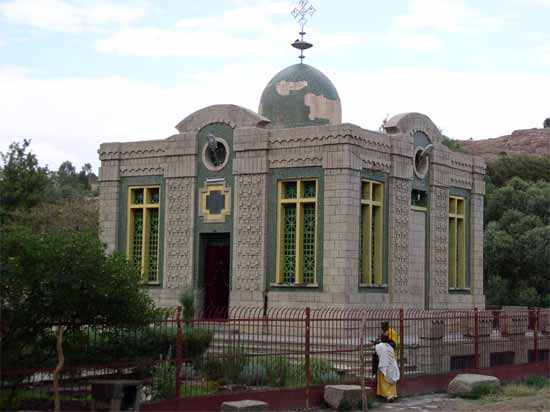
La chiesa dove si ritiene sia contenuta l'Arca dell'Alleanza

Il regno di Axum aveva un suo linguaggio scritto chiamato Ge'ez e sviluppò un'architettura originale, caratterizzata da obelischi giganteschi. Il regno raggiunse il suo culmine durante il regno di Ezana, battezzato con il nome di Abriha nel IV secolo.
Questo avvenimento segnò il momento ufficiale per la cristianizzazione del regno.
La Chiesa ortodossa etiopica afferma che la chiesa di cattedrale di Nostra Signora Maria di Sion contiene la biblica Arca dell'Alleanza dove erano custodite le Tavole della Legge, su cui sono scritti i Dieci comandamenti portati da Mosè al suo popolo. Questa stessa chiesa fu il luogo dove per secoli vennero incoronati gli imperatori etiopi fino al regno di Fāsiladas e di nuovo da Giovanni IV d'Etiopia fino alla fine dell'impero. Axum viene considerata la più santa delle città dell'Etiopia ed è un'importante meta di pellegrinaggi. Feste significative sono T'imk'et (corrispondente alla Festa dell'Epifania, celebrata il 7 gennaio, non il 6), e la Festa di Maryam Sion che cade alla fine di novembre.
Il 15 ottobre del 1935 la città fu occupata dalle truppe italiane al comando del generale Emilio de Bono; nel 1937, la famosa Stele di Axum, risalente a 1700 anni prima, venne rinvenuta semi sepolta dai soldati italiani e inviata a Roma dove successivamente fu collocata in Piazza di Porta Capena. La stele fu trasferita e rieretta ad Axum nel 2008.

## Axum e Islam

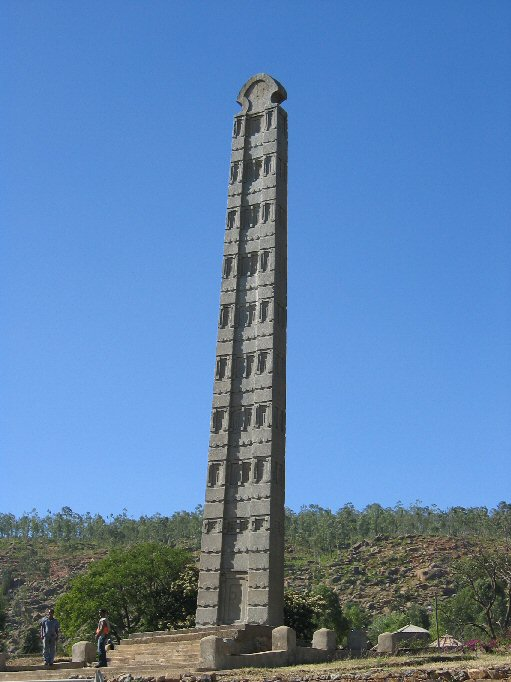
La terza stele

Quando i musulmani di Axum cercarono di erigere una moschea in questa città particolarmente santa per gli Etiopici, i residenti ortodossi replicarono che in questo caso a essi doveva essere permesso erigere una chiesa ortodossa alla Mecca.
Il contatto di Axum con l'Islam è molto antico. Secondo Ibn Hishām (una delle più antiche fonti storiche dell'Islam), quando Maometto combatteva contro l'ostilità della sua tribù dei Quraysh, inviò un piccolo gruppo di musulmani, comprendente la figlia Ruqayya e suo marito ʿUthmān b. ʿAffān, con quella che viene chiamata "Piccola Egira". Al gruppo di profughi, il re di Axum, Ashama ibn Abjar, concesse rifugio e protezione, rifiutando le richieste di restituzione avanzate dai Quraysh, guidati da ʿAmr ibn al-ʿĀṣ. Questi rifugiati non ritornarono in Ḥijāz fino al sesto anno dell'Egira (628) e, d'altra parte, molti rimasero in Etiopia stabilendosi nella regione del Negash, nel Tigrè occidentale.
Ci sono differenti tradizioni sugli influssi che questi primi musulmani ebbero sui regnanti di Axum. La tradizione musulmana riporta che i regnanti di Axum fossero tanto ammirati da questi rifugiati da convertirsi segretamente all'Islam. D'altro canto una tradizione etiopica riferisce che uno dei rifugiati musulmani che vivevano in Etiopia in quel periodo si convertì alla religione cristiana ortodossa, diventando così il primo convertito conosciuto dall'Islam al Cristianesimo. Sempre secondo la tradizione, alla morte di Ashama ibn Abjar, Maometto stesso pregò per l'anima del re e disse ai suoi seguaci: "Lasciate in pace gli etiopici fino a quando essi stessi non prendano l'offensiva".

## Siti di particolare interesse

L'area delle steli come si presentava nel 1936

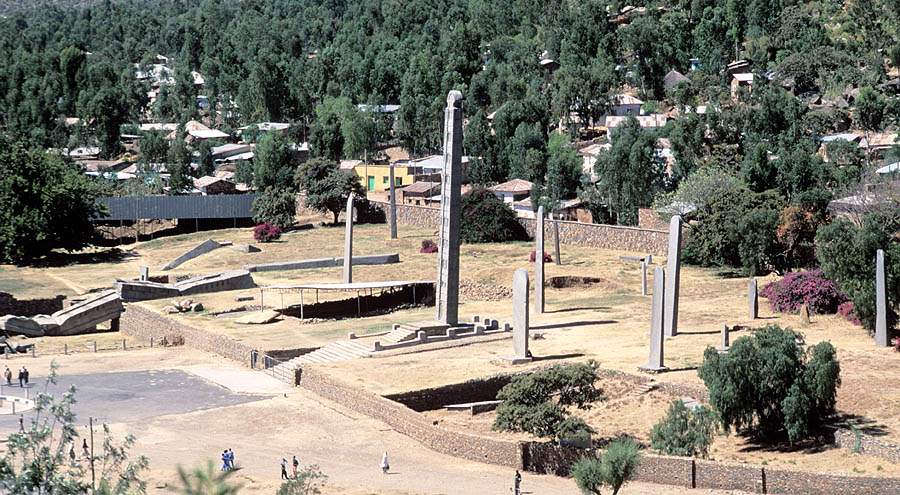
Il "Parco settentrionale delle steli" ad Axum con la Stele di Re Ezana al centro e la Grande Stele, spezzata, a terra

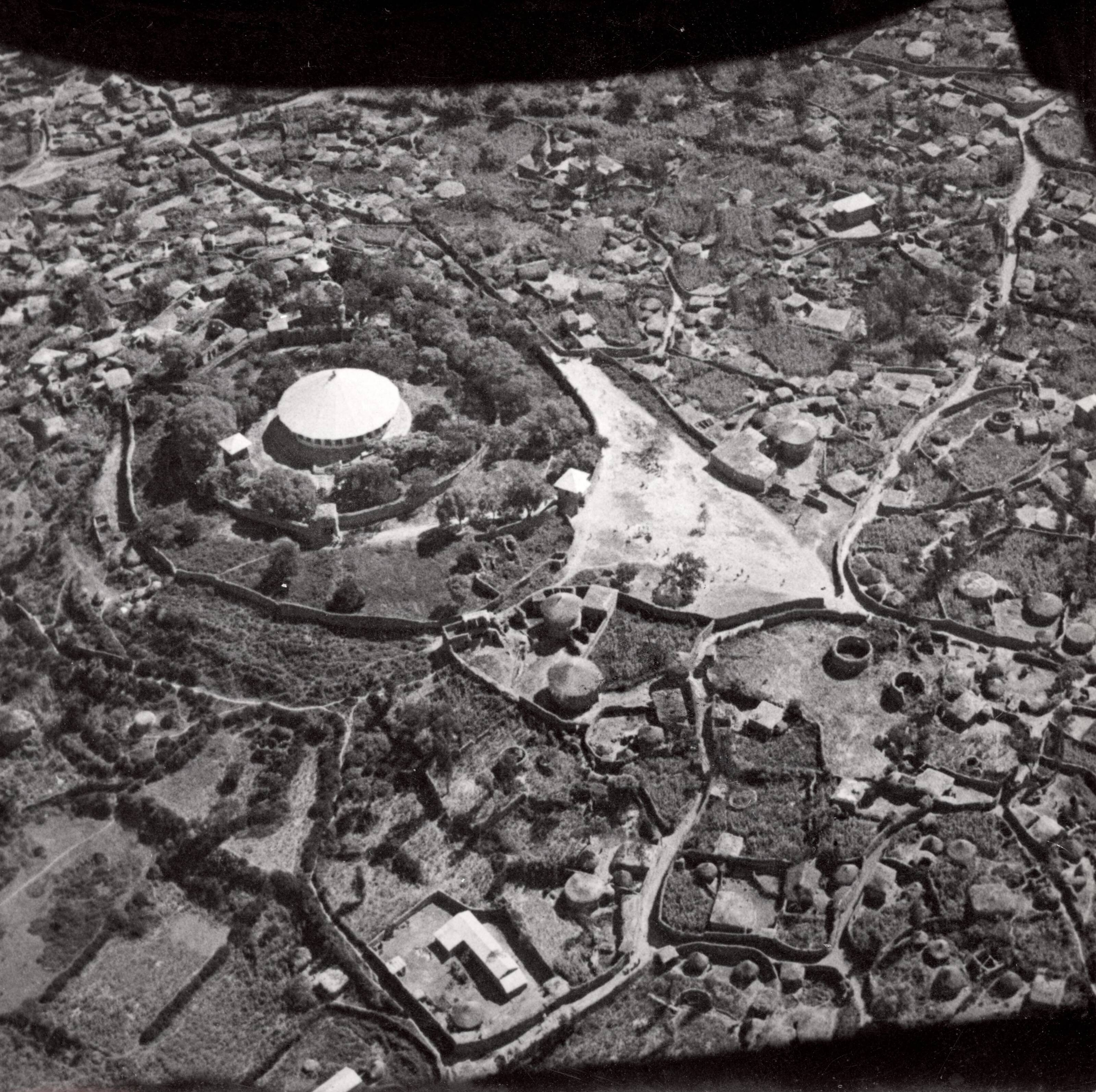
Axum nel 1934

I principali monumenti axumiti sono costruiti a forma di stele; la maggior parte si trova nel Parco settentrionale delle steli, e arrivano fino ai 33 metri di altezza della Grande Stele, che si crede sia crollata al suolo durante la costruzione, mentre quella ancora eretta di maggiore altezza la Stele di Re Ezana raggiunge i 24 metri. Un'altra stele è l'Obelisco di Axum di cui si è parlato più sopra. Si ritiene che queste steli segnalino delle tombe, che un tempo portassero dei dischi di metallo fissate ai fianchi. Le Stele Gudit, diversamente da quelle dell'area nord, sono frammischiate a tombe per lo più del IV secolo.
Altri siti interessanti della città sono la già citata chiesa di cattedrale di Nostra Signora Maria di Sion, costruita nel 1665 (un'altra chiesa con lo stesso nome è stata edificata nelle vicinanze nel XX secolo). Inoltre vi sono altri importanti siti archeologici, musei etnografici e la pietra di Ezanà, scritta in Sabeo, Ge'ez e greco antico similmente alla Stele di Rosetta. Ancora, la Tomba di Re Bazen, un megalite considerato una delle più antiche strutture, il cosiddetto Bagno della Regina di Saba (in realtà una riserva d'acqua) che si rifà alla leggenda secondo la quale la famosa regina sarebbe vissuta nella città, la Ta'akha Maryam del IV secolo e il Palazzo di Dungur del VI secolo, i monasteri di Abba Pentalewon e Abba Liqanos e la roccia artistica Leonessa di Gobedra.
La città è servita dall'aeroporto internazionale "Giovanni IV d'Etiopia".